# Landkreis Erding
Landkreis Erding är ett distrikt (Landkreis) i Oberbayern i det tyska förbundslandet Bayern. Huvudorten är Erding.

## Geografi
Distriktet har ett blandat landskap med kulliga områden, några höga berg och myr. Den högsta toppen ligger 649 meter över havet.

## Ekonomi
Ekonomin kännetecknas främst av en jämn blandning mellan jordbruk, medelstora företag och hantverk. Tillsammans med Münchens Internationella flygplats uppkom sedan 1992 flera nya industrianläggningar.